# Вацлав Дрояновський
Вацлав Ігнацій Дрояновський (пол. Wacław Ignacy Drojanowski; 1896 — 1981) — президент Львова в 1931—1936 роках.

## Біографія
Мав освіту магістра політології. Під час Другої польської республіки працював у службі самоврядування.
Займав пост очільника Володимирського повіту,  потім Львівського воєводства від 1930 року, 27 листопада 1931 обраний до міської ради Львова в офісі мера Львова[джерело?]. Був президентом опікунської ради Львова (призначається на цю посаду Асоціації польських міст) та Регіональним директором податкової палати у Варшаві. Член Правління Асоціації польських міст у 1932 р. З посади президента Львову подав у відставку 1936 році після того, як його було призначено директором департаменту Міністерства Скарбниці (пол. Ministerstwo Skarbu).
У 1937 році був почесним патроном спортивного клубу ЛКС Погонь (Львів).
Його було вшановано орденом Відродження Польщі і Золотом Хрестом Заслуги.
Дружина Барбара була до 1936 року головою Комітету муніципального позашкільного сприяння у Львові.
Помер Вацлав Дрояновський у Варшаві, похований у Млаві.